# 碱水水库
碱水水库是中国吉林省通化市梅河口市境内的一座水库，位于辉发河支流碱水河上，建于1967年。水库正常库容为1487万立方米，集雨面积为84平方千米，海拔为359.8米。